# S-آمینواتیل-L-سیستئین
اس-آمینواتیل-ال-سیستین (به انگلیسی: S-Aminoethyl-L-cysteine) یک ترکیب شیمیایی با شناسه پاب‌کم ۹۹۵۵۸ است.